# Хан ель-Умдан
Хан ель-Умдан (араб. خان العمدان: «караван-сарай із стовпів» або «заїжджий двір із колон», також відомий як Хан-і-Авамід) — найбільший і найкраще збережений караван-сарай в Ізраїлі. Знаходиться у стародавньому місті Акко і є одним із найбільш визначних проєктів, побудованих за часів правління Паші Ахмеда Аль-Джаззара в період Османської імперії.

## Історія

### Період Османської імперії
Хан ель-Умдан належить до чотирьох караван-сараїв міста Акко, побудований у 1784 році на місці Королівського митниці Єрусалимського королівства. Завдяки великій кількостів колон, караван-сарай отримав назву «Хан ель-Умдан», що означає «заїжджий двір із колон» або «караван-сарай із стовпів». Він містить сорок колон, зроблених із граніту, які були привезені з Кесарії, Атліту, й з руїн пам’ятників хрестоносців у самому місто Акко.

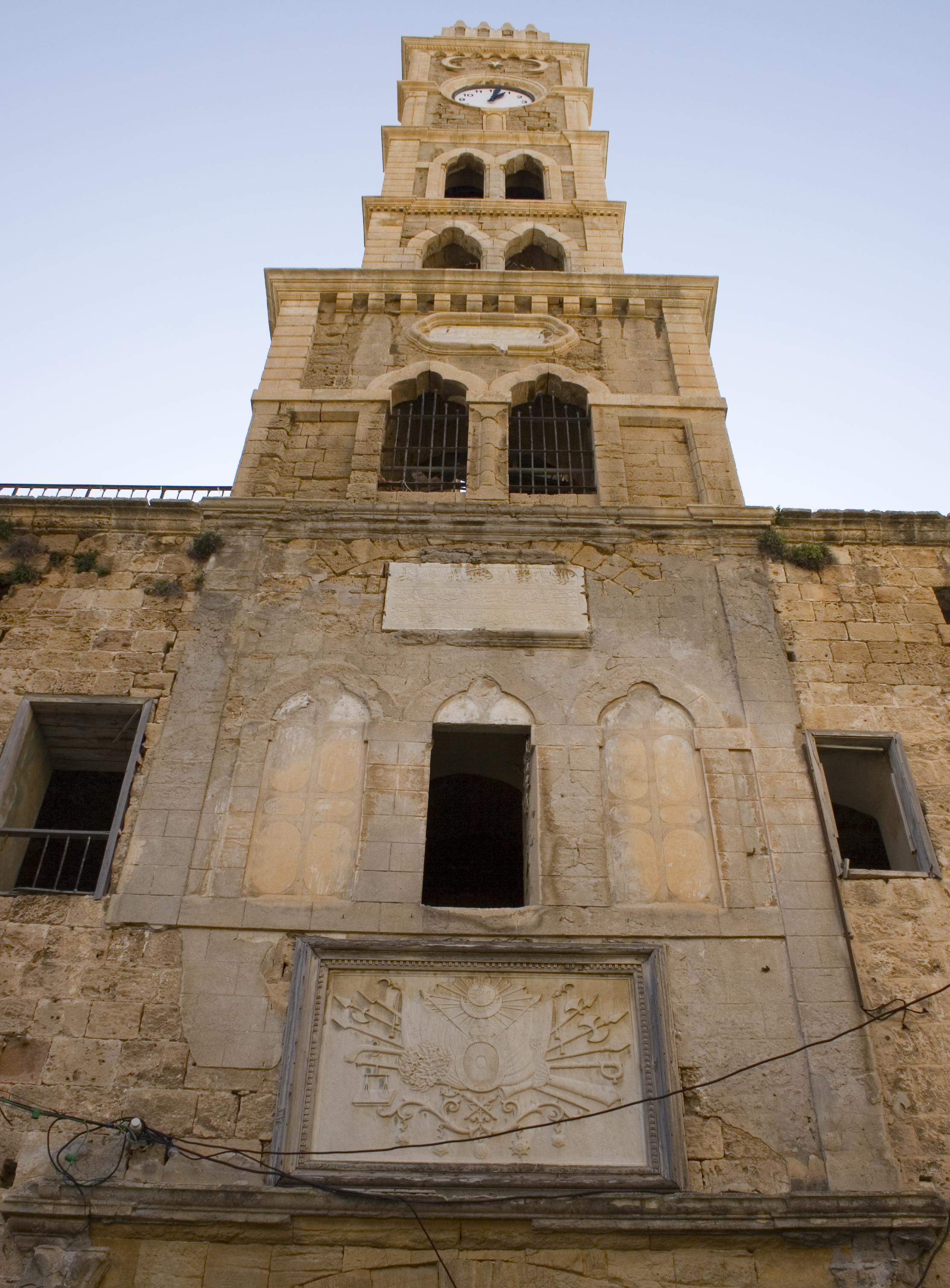
Годинникова вежа Хан ель-Умдан

Завдяки близькості до порту, протягом усієї своєї історії Хан ель-Умдан був важливим торговим місцем. Купці, що прибували в Акко, використовували караван-сарай як склад, а другий поверх служив їм для ночівлі. Каравани верблюдів привозили продукти та зерно із селищ Галілеї на ринки міста і в порт.
Пізніше караван-сарай набув значення для Бахаїзму (як Хан-і-Авамід), оскільки він був місцем, де Бахаулла приймав гостей, а пізніше став місцем для школи Бахаї.
У 1906 році до головного входу караван-сараю була прибудована годинникова вежа з нагоди відзначення срібного ювілею правління османського султана Абдул-Гаміда II. Разом із ще п'ятьма вежами в Османській Палестині (в Єрусалимі, Хайфі, Сафеді, Наблусі та, можливо, Назареті) та понад сотнею по всій імперії, вона схожа на годинникову вежу Яффи — будівлю з ідентичним призначенням.

### Сучасність
13 грудня 2001 року в місті Гельсінкі Хан ель-Умдан був занесений до списку Світової спадщини ЮНЕСКО разом із рештою старого міста Акко. У 2004 році Хан ель-Умдан (івр. ח'אן אל עומדאן) був зображений на поштовій марці Ізраїлю вартістю 1,3 шекеля. У даний час караван-сарай є основною туристичною пам'яткою, яка відкрита в усі години дня й використовується як сцена просто неба під час фестивалів у місті, як наприклад, під час театрального фестивалю Акко у жовтні.

## Галерея

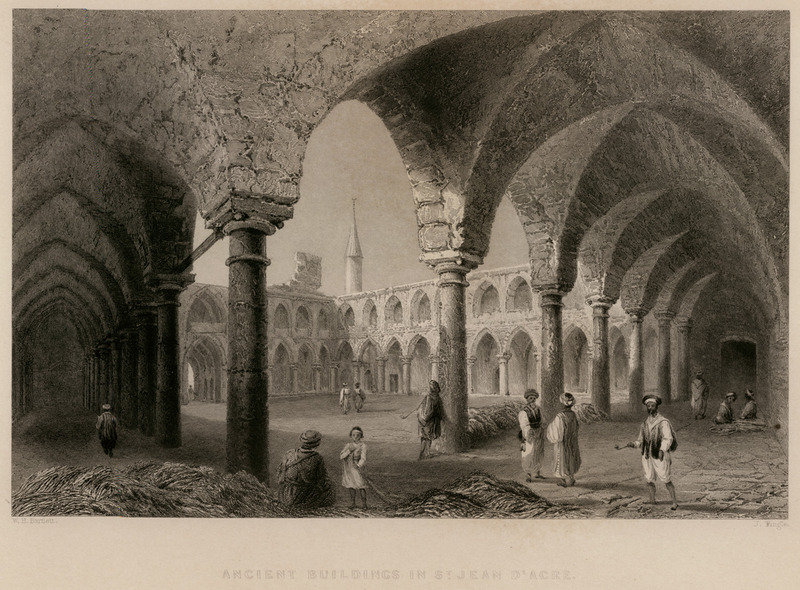
Стародавні будівлі в Акко, 1838 рік, Джон Карн
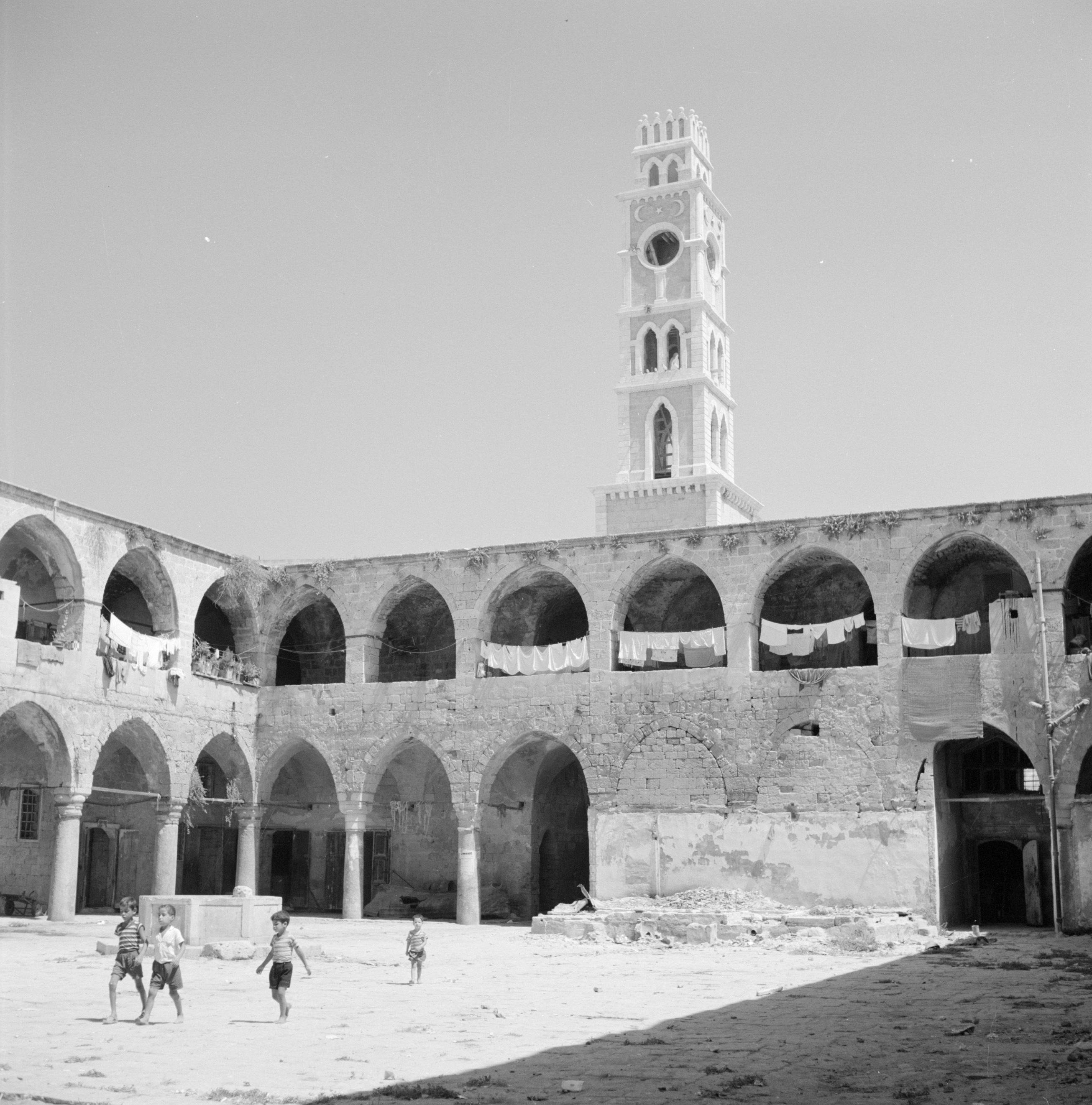
Хан ель-Умдан, 1964 рік, фотоколекція Віллема ван де Полля
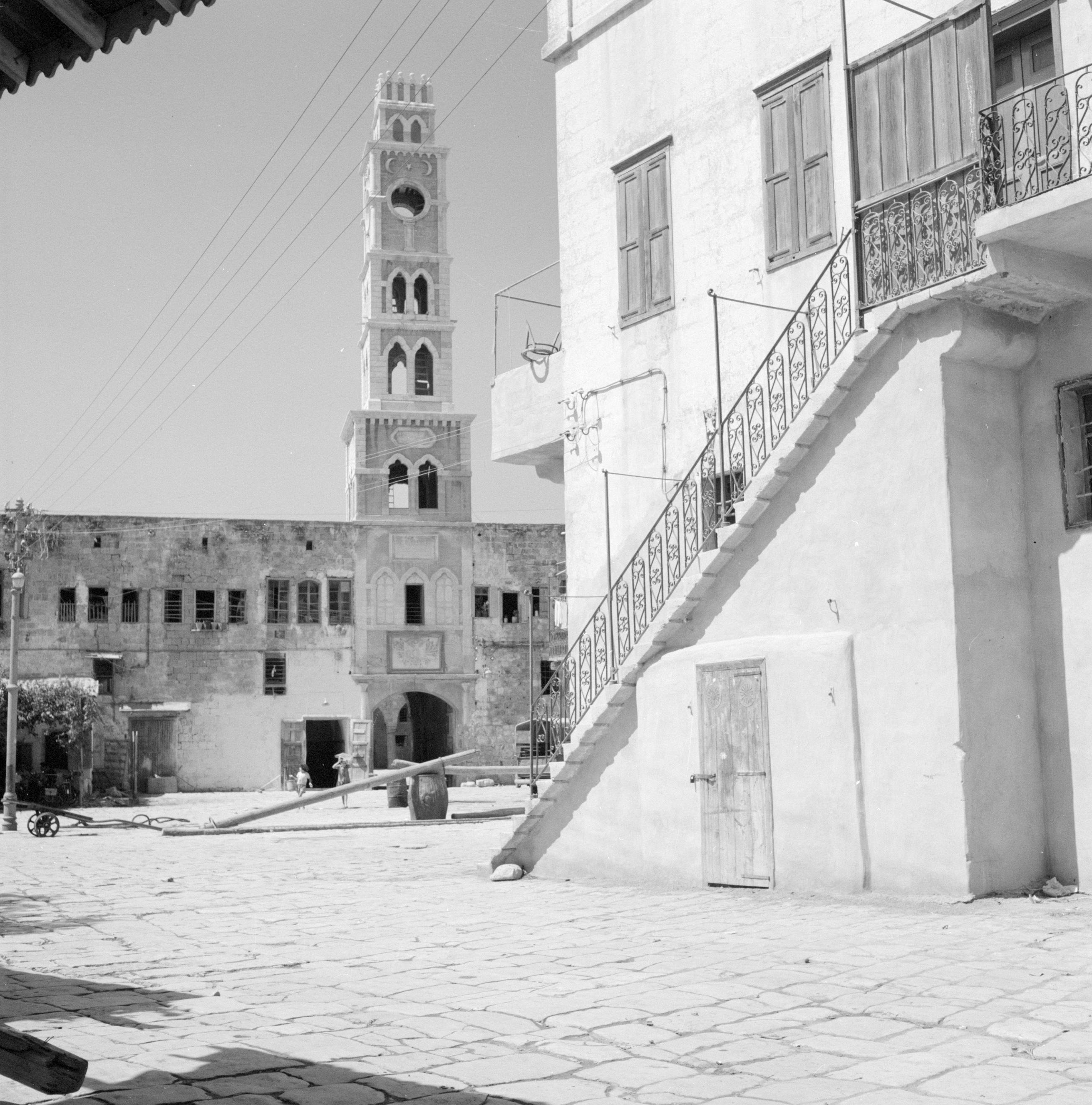
Головний вхід у Хан ель-Умдан, 1964 рік
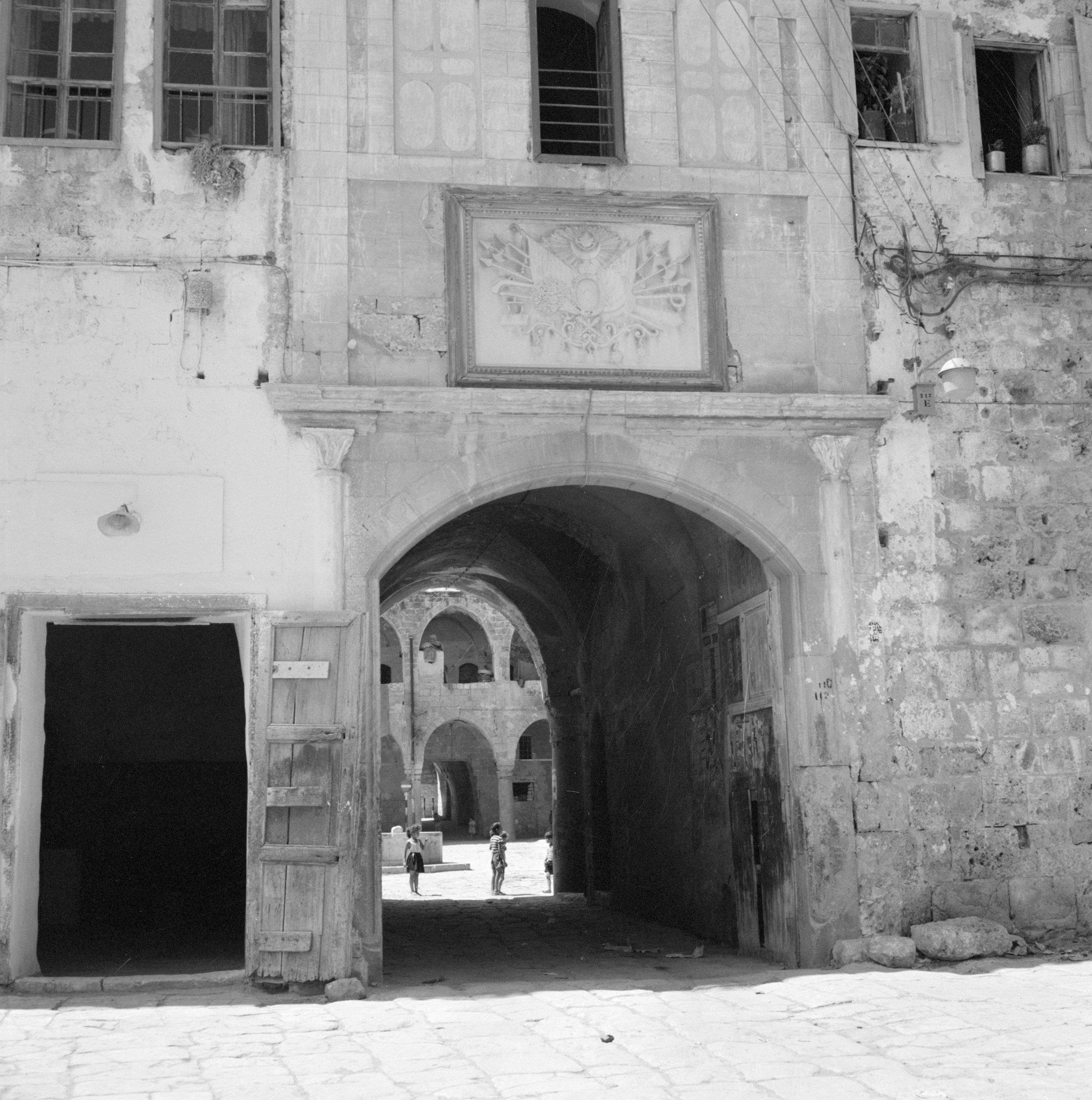
Ворота до Хан ель-Умдан, 1964 рік
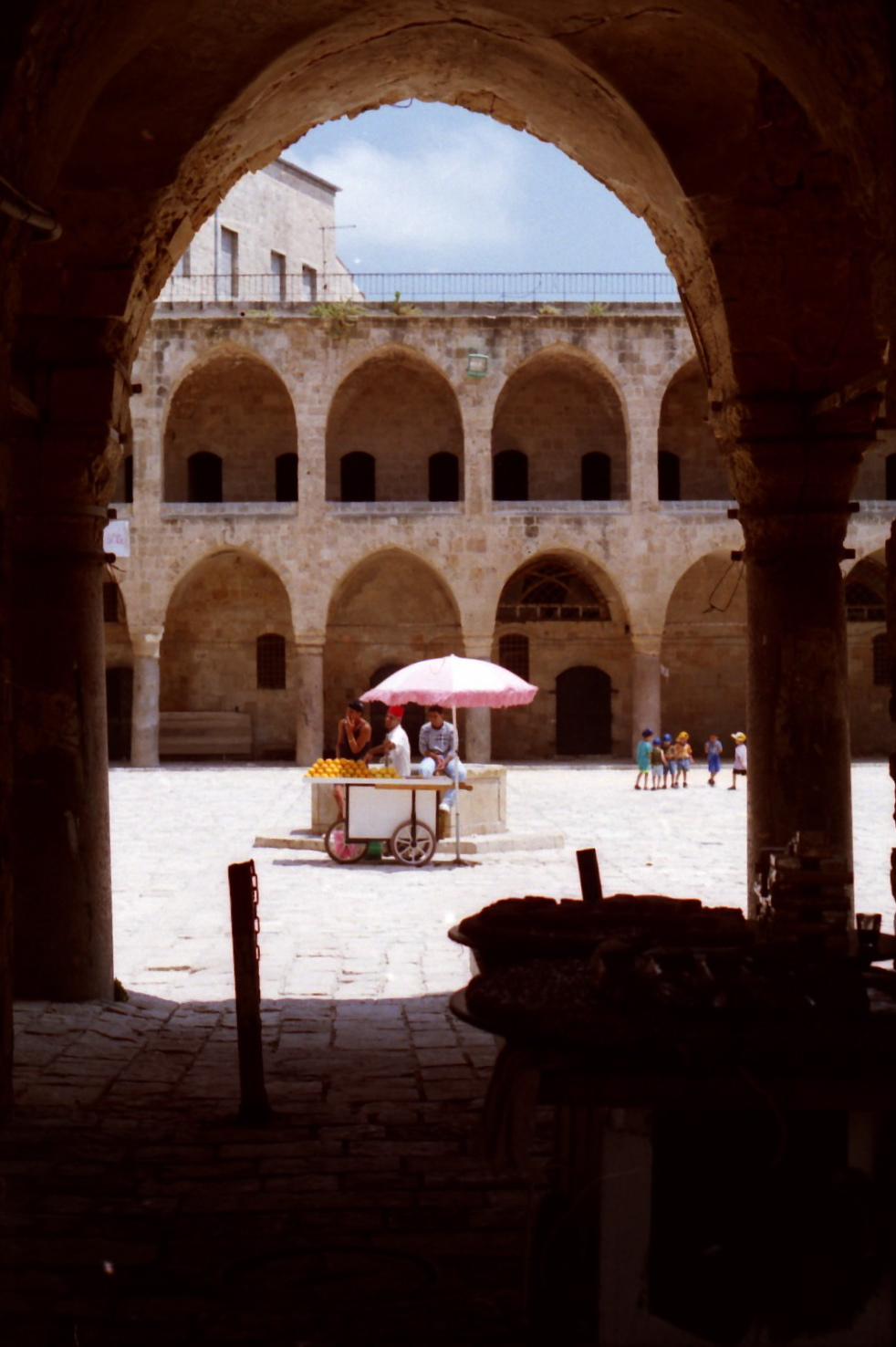
Хан ель-Умдан, 2009 рік
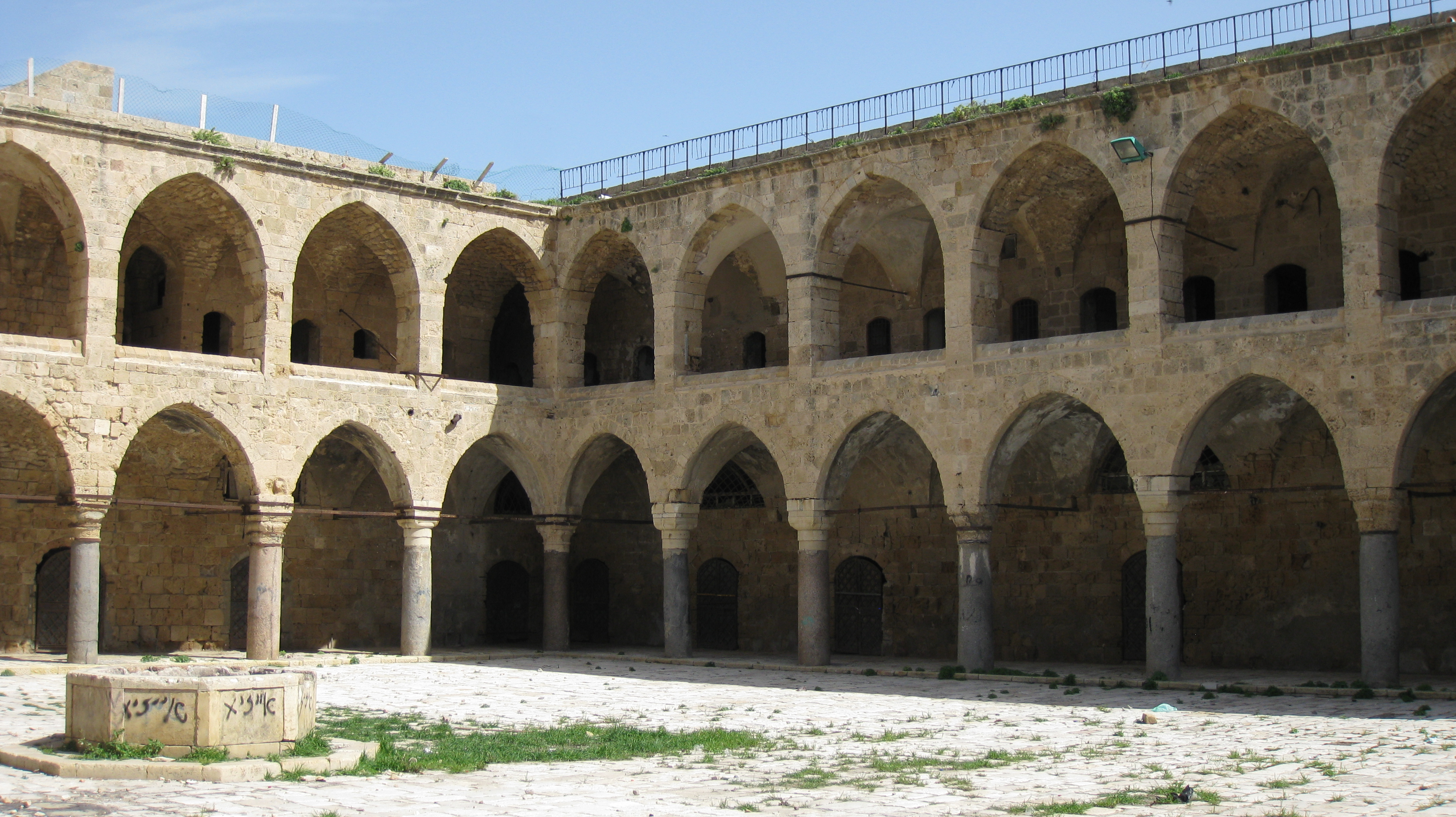
Внутрішній двір Хан ель-Умдан, 2010 рік
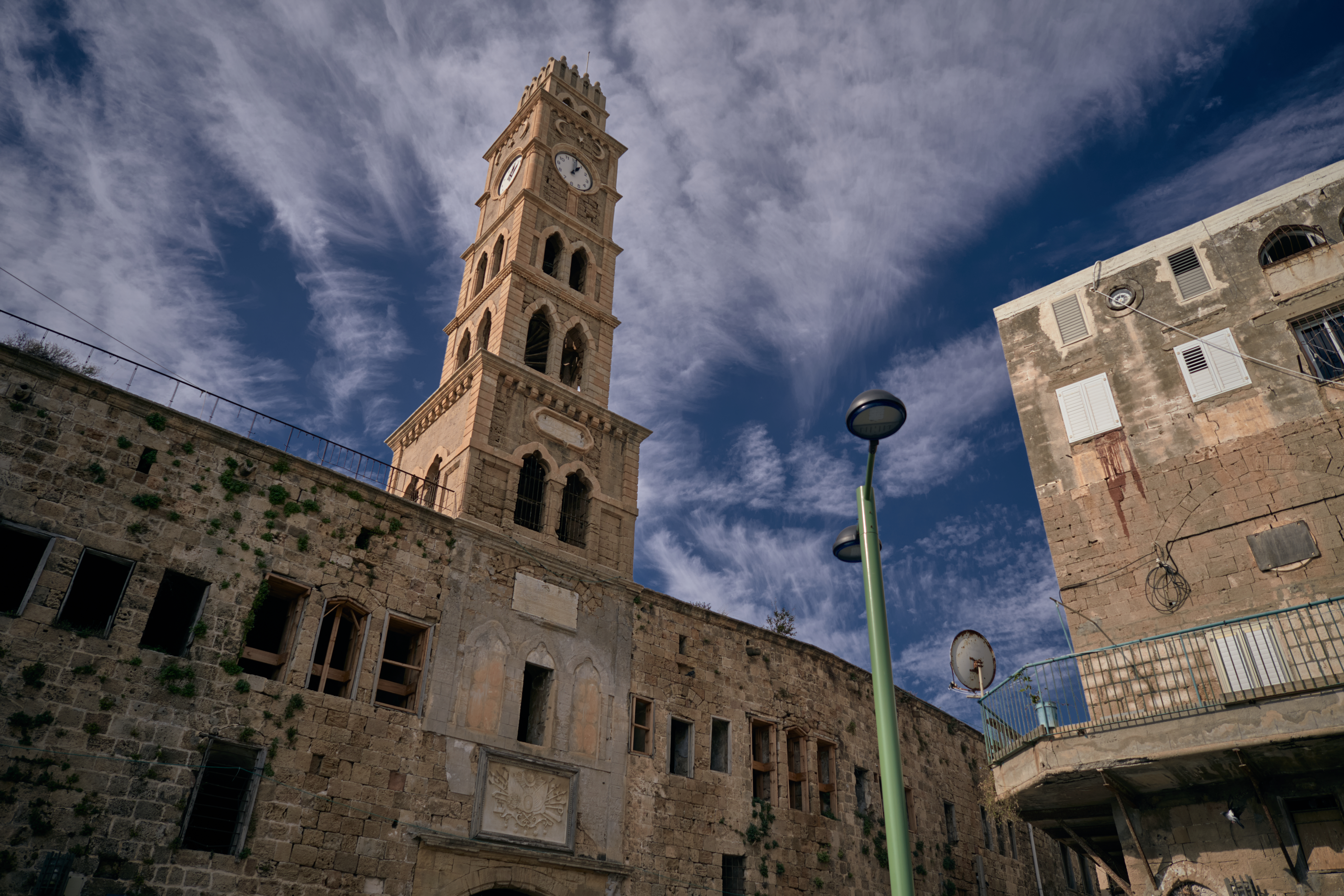
Годинникова вежа Хан ель-Умдан, 2018 рік